# リアル・イリュージョンズ
『リアル・イリュージョンズ』（原題：Real Illusions: Reflections）は、スティーヴ・ヴァイが2005年に発表した7作目のスタジオ・アルバム。

## 背景
本作はコンセプト・アルバムとなっており、ヴァイによれば三部作の始まりに当たる作品とのことで、7年後には第2部に当たる『ザ・ストーリー・オブ・ライト』が発表された。本作のレコーディングには、かつてヴァイと共にデイヴィッド・リー・ロスのバンドで活動していたビリー・シーンとグレッグ・ビソネットが参加した。
収録曲のうち「ロータス・フィート」のみライブ録音で、オランダにおける3回の公演からの録音を素材として使用しており、現地のオーケストラであるメトロポール・オーケストラとの共演となっている。

## 反響・評価
アメリカでは2005年3月12日付のBillboard 200で147位を記録するが、翌週にはトップ200圏外に落ちた。日本では6週にわたりオリコンチャート入りし、最高34位を記録した。
収録曲「ロータス・フィート」は、第48回グラミー賞で最優秀ロック・インストゥルメンタル・パフォーマンス賞にノミネートされた。Sean Westergaardはオールミュージックにおいて5点満点中4点を付け「ヴァイは眩い個々の曲をまとめ上げて一貫性のあるアルバムを作ろうとしており、その試みは見事に成功した」と評している。
「ビルディング・ザ・チャーチ」は、日本のテレビドラマ『医龍-Team Medical Dragon-』の挿入曲として使用された。

## 収録曲
全曲ともスティーヴ・ヴァイ作。1. 3. 4. 6. 7. 8. 9.はインストゥルメンタル。
1. ビルディング・ザ・チャーチ - Building the Church - 4:58
2. ダイイング・フォー・ユア・ラヴ - Dying for Your Love - 4:50
3. グロリアス - Glorious - 4:35
4. ケーエム・ピー・デュー・ウィー - K'm-Pee-Du-Wee - 3:59
5. ファイアーウォール - Firewall - 4:19
6. フリーク・ショウ・エクセス - Freak Show Excess - 6:51
7. ロータス・フィート - Lotus Feet - 6:45
8. ヤイ・ヤイ - Yai Yai - 2:37
9. ミッドウェイ・クリーチャーズ - Midway Creatures - 3:42
10. アイム・ユア・シークレッツ - I'm Your Secrets - 4:26
11. アンダー・イット・オール - Under It All - 8:07

## 参加ミュージシャン
- スティーヴ・ヴァイ - ギター、キーボード、ボーカル他
- ビリー・シーン - ベース
- ジェレミー・コルソン - ドラムス、パーカッション

アディショナル・ミュージシャン
- グレッグ・ビソネット - パーカッション(on #4, #5, #6, #10)
- ダン・ヒギンズ、ラリー・ウィリアムズ - サクソフォーン(on #5)
- ジェリー・ヘイ、ゲイリー・グラント - トランペット(on #5)
- ビル・ライヒェンバッハ、チャーリー・ローパー - トロンボーン(on #5)
- ステイシー・エリス - バッキング・ボーカル(on #5)
- クリス・オッパーマン - ピアノ(on #7)
- ブライアン・ベラー（英語版） - ベース(on #7)
- メトロポール・オーケストラ(on #7)
- デヴィッド・コール - オーケストレーション(on #7)
- ディック・バッカー - 指揮(on #7)
- ピア・ヴァイ - ハープ(on #11)
- ファイア・ヴァイ、ローレル・フィッシュマン、ルビー・バーマン、レン・バーマン、ジェフ・マラード、マイケル・メスカー、トーマス・ノーデッグ - スポークン・ワード(on #11)